# Дерево страны тораджей
«Дерево страны тора́джей» (фр. L’Arbre du pays Toraja) — роман французского режиссёра Филиппа Клоделя, опубликованный в 2016 году. Произведение является в некоторой мере автобиографическим. Многие критики полагают, что Филипп Клодель отчасти изобразил в роли рассказчика себя, а прототипом друга главного героя выступил умерший от рака в 2013 году директор издательства Stock Жан-Марк Робер, которому писатель отдаёт дань уважения. В книге смешиваются экзистенциальные размышления и личные отсылки автора.

## Сюжет
Повествование ведётся от лица малоизвестного режиссёра в возрасте пятидесяти лет. Весной 2012 года он посещает остров Сулавеси в Индонезии и знакомится с традициями тораджей, которые хоронят тела мёртвых младенцев в выдолбленных углублениях в стволах деревьев.

В стволе дерева вырезается полость. Туда помещают мёртвого младенца, запеленованного в саван. Деревянную могилу закрывают переплетением веток и ткани. С годами плоть дерева медленно затягивается, удерживая тело ребёнка в своём собственном большом теле, под сросшейся корой. Затем, мало-помалу, начинается путешествие, которое возносит его к небесам, вместе с тихим ритмом роста дерева.Оригинальный текст (фр.)Une cavité est sculptée à même le tronc de l'arbre. On y dépose le petit mort emmailloté d'un linceul. On ferme la tombe ligneuse par un entrelacs de branchages et de tissus. Au fil des ans, lentement, la chair de l'arbre se referme, gardant le corps de l'enfant dans son grand corps à lui, sous son écorce ressoudée. Alors peu à peu commence le voyage qui le fait monter vers les cieux, au rythme patient de la croissance de l'arbre.
— Филипп Клодель. Дерево страны тораджей (2016), стр. 11
Немного позже рассказчик вспоминает гравюру Альбрехта Дюрера, на которой изображена пара влюбленных, а в нескольких метрах позади за ними наблюдает Смерть, наполовину скрытая за деревом. Режиссёр понимает посыл картины как то, что всякая красота расцветает в тени величайшей опасности.
Вернувшись в Париж, режиссёр узнаёт, что его лучший друг и продюсер его фильмов Эже́н болен раком, эта новость глубоко потрясла его. Рассказчик сопровождает своего друга до самой смерти в феврале 2013 года, погружаясь в себя, давая волю чувствам и воспоминаниям. Для героя романа отношение с Эженом было «дружбой слов», с помощью которых в течение многих лет возводился «каркас его дома» под названием Жизнь, а смерть друга прервала эту работу.
Режиссёр делит жизнь с двумя женщинами: Флоренс, с которой он до этого развёлся, и более молодой Еленой. Смерть Эжена сподвигает его размышлять о мертворождённом ребёнке Флоренс, которая, несмотря на давнюю утрату, многие годы словно «растила младенца внутри себя», подобно дереву тораджей, и поэтому отказывалась впоследствии заводить детей сначала с ним, а потом и с новым мужем. Когда режиссёр влюбляется в Елену, молодую соседку из дома напротив, то чувствует, что его жизнь превращается в клише.
Индонезийский опыт и судьба друга подталкивают рассказчика вспомнить близких, которых он уже потерял, задуматься о смерти, о невозможности человечества ей противостоять, об отношении к телу, о старости и о людях, борющихся за счастливую жизнь после тяжёлой потери. По ходу повествования образ Эжена, наконец, занимает своё место рядом с образами других умерших, каждый из которых по-своему сопровождает режиссёра в его жизненных поисках и вдохновляет его творчество.

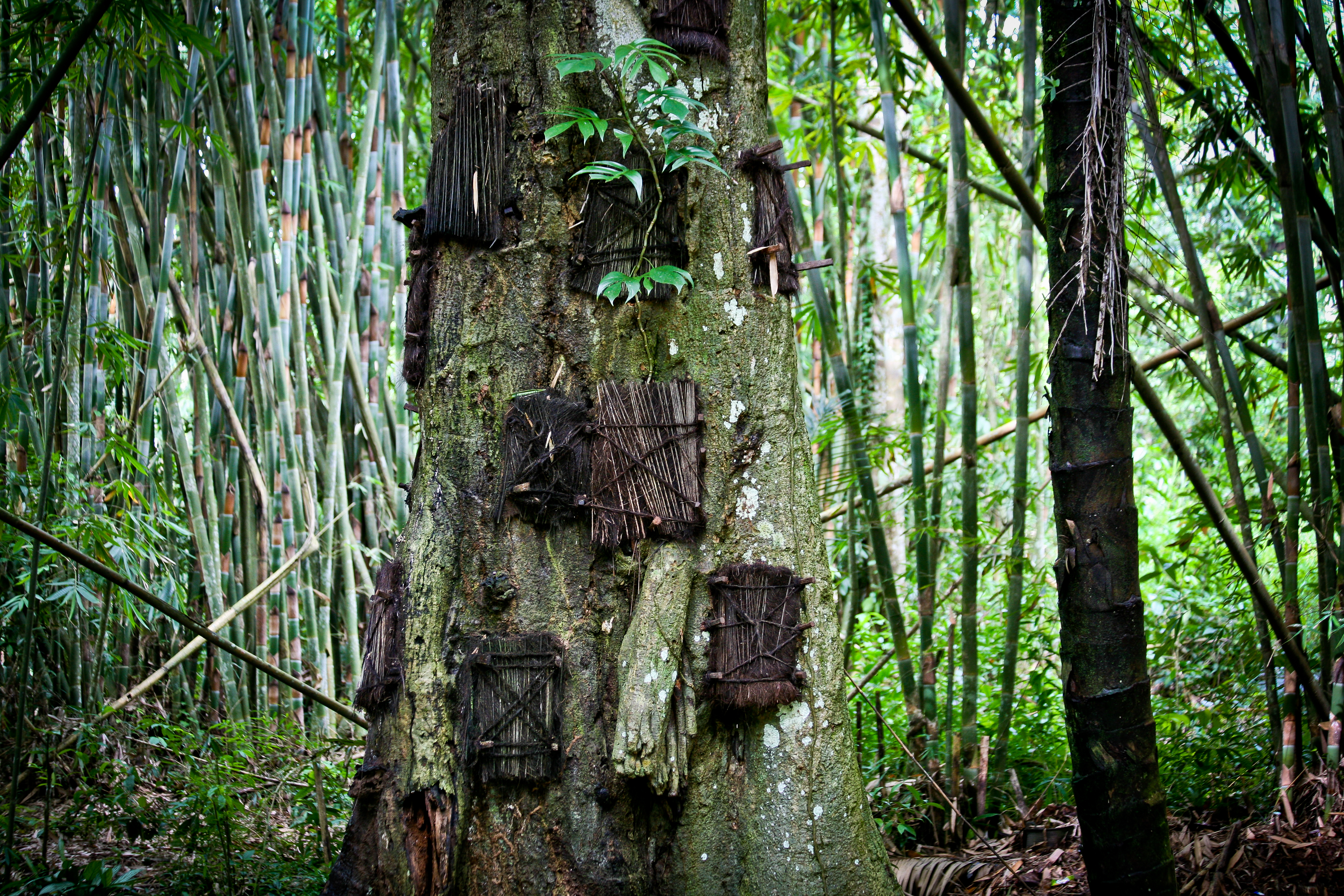
Погребальное дерево для младенцев на острове Сулавеси
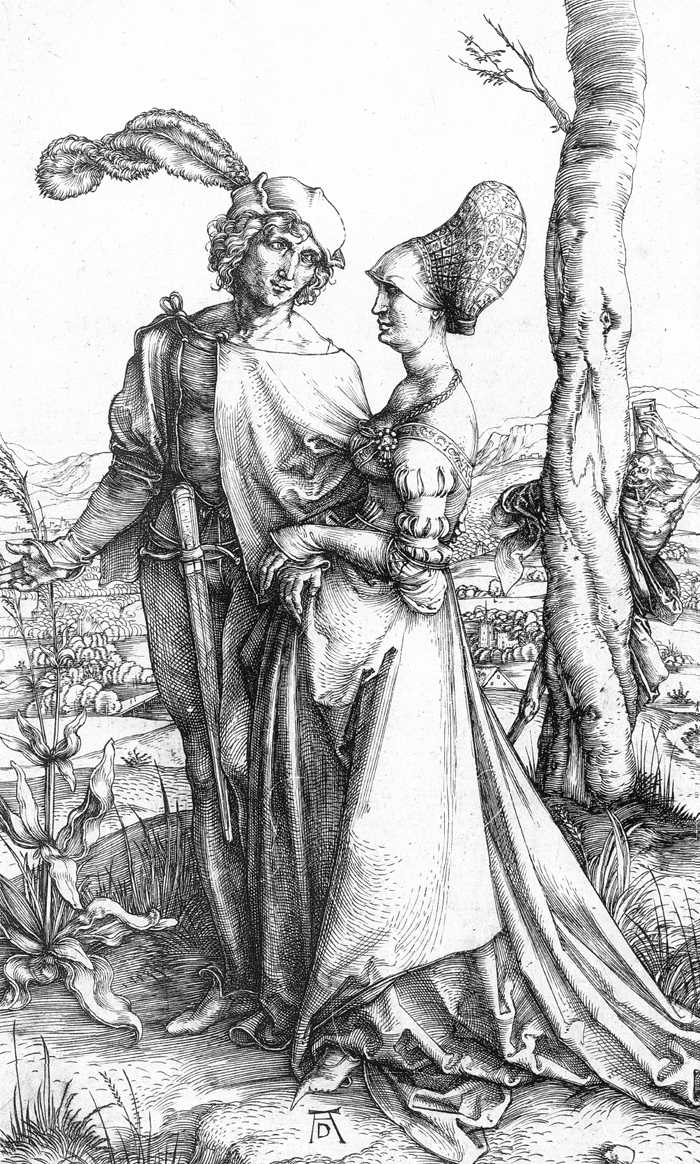
Прогулка (1498), Альбрехт Дюрер

## Отзывы
Журналист Жиль Пудловски называет это произведение хоть и вымышленным, но отчасти автобиографическим, а также пишет, что оно является одой существованию и позитивным размышлением о смерти.
Обозреватель журнала Culture-Tops Мари де Бенуа считает эту книгу вдохновенной, где читателю почти на каждой странице предлагается увлекательное размышление. По её мнению, два женских персонажа в романе дополняют друг друга: один олицетворяет прошлое, другой — настоящее и будущее. Они символизируют любовь, дающую жизнь.
Многие критики считают, что прообразом Эжена выступает умерший от рака в 2013 году редактор Жан-Марк Робер, которому писатель Филипп Клодель отдаёт «яркую и трогательную» дань уважения.

Эжен на страницах, в строках или между ними. Эта история — его спальня, а не могила… Эжен больше не под землей. Он здесь. Текст стал деревом страны тораджей.Оригинальный текст (фр.)Eugène est là, dans les pages, les lignes, ou entre elles. Le récit est sa chambre plutôt que son tombeau… Eugène n’est plus en dessous. Il est ici. Le texte est devenu l’arbre du pays Toraja.
— Филипп Клодель. Дерево страны тораджей (2016), стр. 142
По мнению журналиста Люси Попеску, автор книги иллюстрирует, как кино и литература могут помочь справиться с горем — его рассказчик находит утешение в обоих, а написание книги даёт ему возможность продолжить односторонний разговор с умершим другом.
Журналист Unidivers Мари-Энн Сбурлино характеризует роман как очень красивый текст, одновременно тёмный и светлый, сравнивая его с большим погребальным деревом.
Обозреватель Encres Vagabondes Доминик Байон-Лаланд описывает роман как глубокий и трогательный, требующий неторопливого чтения, где смешиваются экзистенциальные размышления и личные отсылки. По словам Байон-Лаланд, даже если текст романа задумывался как «бумажная гробница» для друга рассказчика (фр. un tombeau de papier pour son ami), а следовательно и для Жан-Марка Робера, тем не менее автор без колебаний изображает здесь самого себя, демонстрируя тревогу о старении, болезни и неизбежности смерти. С помощью образа дерева тораджей телесное увядание и уход близких постепенно воспринимаются как разные стадии существования, способствуя преображению смерти в «светоносную оду жизни».
| Сайт         | Оценка | Количество голосов |
| ------------ | ------ | ------------------ |
| Goodreads    | 3,66/5 | 709                |
| Amazon       | 3,9/5  | 171                |
| SensCritique | 6,6/10 | 101                |
| LibraryThing | 3,43/5 | 84                 |

## Комментарии
1. ↑  Согласно поверью тораджа (Алук Тодоло[англ.]), чтобы души младенцев, умерших до появления у них зубов, смогли вознестись прямо на небеса, их тела хоронили в стволе хлебного или хлопкового дерева[1].